# Resolució 744 del Consell de Seguretat de les Nacions Unides
La Resolució 744 del Consell de Seguretat de les Nacions Unides, aprovada el 25 de febrer de 1992 després d'examinar la sol·licitud de San Marino per a ser membre de les Nacions Unides, el Consell va recomanar a l'Assemblea general que San Marino fos admesa.